# Canottaggio ai Giochi della II Olimpiade - Singolo maschile
La gara di singolo maschile di canottaggio della II Olimpiade si tenne il 25 e il 26 agosto 1900.

## Batterie
Hanno partecipato alle batterie di qualificazione 12 atleti, suddivisi in 4 batterie: i primi due di ogni batteria si sono qualificati per le semifinali.
- 25 agosto 1900

| Posizione | Atleta            | Paese         | Tempo  | Note |
| --------- | ----------------- | ------------- | ------ | ---- |
| 1         | Saint-George Ashe | Gran Bretagna | 6'38"8 | Q    |
| 2         | Raymond Benoit    | Francia       | 6'45"4 | Q    |
| 3         | E. Dammann        | Francia       | 7'13"0 |      |

| Posizione | Atleta           | Paese   | Tempo  | Note |
| --------- | ---------------- | ------- | ------ | ---- |
| 1         | Hermann Barrelet | Francia | 6'38"8 | Q    |
| 2         | André Gaudin     | Francia | 6'43"0 | Q    |
| 3         | Lardon           | Francia | 6'46"4 |      |

| Posizione | Atleta          | Paese   | Tempo  | Note |
| --------- | --------------- | ------- | ------ | ---- |
| 1         | Louis Prével    | Francia | 6'29"6 | Q    |
| 2         | Robert d'Heilly | Francia | 6'38"8 | Q    |
| -         | Piaggio         | Italia  | DNF    |      |

| Posizione | Atleta            | Paese   | Tempo  | Note |
| --------- | ----------------- | ------- | ------ | ---- |
| 1         | Charles Delaporte | Francia | 6'33"8 | Q    |
| 2         | Pierre Ferlin     | Francia | 6'46"8 | Q    |
| -         | Antonio Vela      | Spagna  | DNF    |      |

## Semifinali
I primi 2 di ogni semifinale, più il migliore terzo, si sono qualificati per la finale.
- 26 agosto 1900

| Posizione | Atleta            | Paese         | Tempo       | Nota |
| --------- | ----------------- | ------------- | ----------- | ---- |
| 1         | Hermann Barrelet  | Francia       | 8'23"0      | Q    |
| 2         | André Gaudin      | Francia       | 8'33"4      | Q    |
| 3         | Saint-George Ashe | Gran Bretagna | 8'37"2      | Q    |
| 4         | Raymond Benoit    | Francia       | sconosciuto |      |

| Posizione | Atleta            | Paese   | Tempo       | Nota |
| --------- | ----------------- | ------- | ----------- | ---- |
| 1         | Louis Prével      | Francia | 8'36"4      | Q    |
| 2         | Robert d'Heilly   | Francia | 8'45"0      | Q    |
| 3         | Charles Delaporte | Francia | 9'25"2      |      |
| 4         | Pierre Ferlin     | Francia | sconosciuto |      |

## Finale
- 26 agosto 1900

| Posizione | Atleta            | Paese         | Tempo  |
| --------- | ----------------- | ------------- | ------ |
|           | Hermann Barrelet  | Francia       | 7'35"6 |
|           | André Gaudin      | Francia       | 7'41"6 |
|           | Saint-George Ashe | Gran Bretagna | 8'15"6 |
| 4         | Robert d'Heilly   | Francia       | 8'16"0 |
| -         | Louis Prével      | Francia       | DNF    |